# Arsabenzeno
Arsabenzeno é um composto organoarsênico com a fórmula química C5H5As. Ele pertence ao gruipo de compostos chamados heteroarenos que tem a fórmula geral C5H5E (E= N, P, As, Sb, Bi).